# 半粒扁足蟹
半粒扁足蟹（学名：Platypodia semigranosa）为扇蟹科扁足蟹属的动物。分布于日本、夏威夷、帕劳群岛、澳大利亚、印度尼西亚、马来群岛、丹老群岛、安达曼群岛、斯里兰卡、红海、阿米兰特群岛以及中国大陆的西沙群岛等地，生活环境为海水，一般栖息于低潮线下的珊瑚礁内以及与柱形海绵共栖。